# Dentina

1.Dente 2.Smalto 3.Dentina 4.Polpa dentaria 7.Cemento 8. Corona

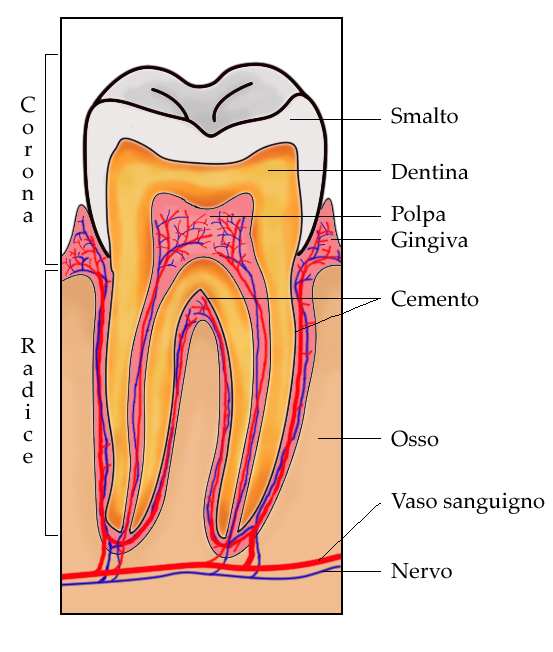
Le parti del dente, la dentina è in arancione

La dentina è la sostanza compresa tra lo smalto (esterno), il cemento alla radice del dente e la polpa.
È prodotta dagli odontoblasti della polpa dentaria attraverso un processo noto come dentinogenesi. Si tratta di un materiale poroso di colore giallognolo composto per il 70% di materiale inorganico, per il 18% di materiale organico e per il 12% di acqua. Essendo molto più tenero dello smalto (la sua durezza sulla scala di Mohs è circa 3), una volta esposto vi si creano facilmente delle cavità. L'esposizione della dentina è causa del fenomeno detto dei "denti sensibili". Lo strato di dentina funge da ammortizzatore e da sostegno per la corona del dente.
La dentina è tessuto connettivo mineralizzato supportato su una matrice di proteine simili al collagene, la parte inorganica consiste di cristalli di idrossiapatite.

## Struttura
La struttura microscopica della dentina è piuttosto complessa. Microscopici canali, detti tubuli dentinali, si irradiano dall'interno del dente, dalla polpa, verso l'esterno; nella dentina coronale hanno un andamento a s corsiva (sigmoide), più rettilineo nella radice; il diametro dei tubuli è massimo vicino alla polpa (2,5 µm) e si riduce progressivamente fino a 0,9 µm in prossimità dello smalto o del cemento, dove possono terminare con delle ramificazioni. I tubuli contengono processi odontoblastici detti fibre di Tomes (lunghe propaggini che si dipartono dalle cellule odontoblastiche situate nella periferia della polpa dentaria) e fluido dentinale (simile al plasma sanguigno), indispensabili per il nutrimento e per la sensibilità della dentina.
I tubuli sono delimitati da dentina peritubulare, una dentina altamente mineralizzata prodotta dagli odontoblasti durante l'odontogenesi. In seguito a stimoli irritativi provenienti dall'esterno, gli odontoblasti riprendono la deposizione di dentina peritubulare riducendo il calibro dei tubuli, nel tentativo di proteggere il dente chiudendo la comunicazione tra polpa e dentina con il processo chiamato "sclerosi dentinale".
Nel tessuto dentinale possiamo trovare aree non correttamente mineralizzate, chiamate dentina interglobulare, caratteristiche di alcune anomalie dentali.
La maggior parte della dentina è costituita da dentina intertubulare (attorno ai tubuli), che possiede numerose fibre collagene orientate perpendicolarmente rispetto ai tubuli.
In base al proprio sviluppo, la dentina è ulteriormente suddivisa in:
- dentina primaria: si forma con il processo di dentinogenesi a partire da una matrice organica chiamata predentina. Immediatamente al di sotto dello smalto e del cemento è detta mantellare, poi prende il nome di circumpulpare;[1]
- dentina secondaria: viene deposta (molto lentamente) durante tutta la vita, specialmente sul tetto e sul pavimento della camera pulpare, ed è responsabile della progressiva diminuzione delle dimensioni della camera pulpare.
- dentina terziaria: è la dentina reattiva che viene deposta in seguito ad insulti esterni (batterici, fisici, chimici). La quantità e la sede di deposizione sono in funzione della localizzazione e della durata dello stimolo.[8]

A differenza dello smalto, la dentina può essere demineralizzata e colorata per l'analisi istologica.

## Animali
In molti mammiferi i tubuli hanno un andamento lievemente elicoidale all'interno della matrice solida.
L'avorio delle zanne di elefante è dentina solidificata. La struttura a tubuli della dentina è responsabile della sua porosità e della sua elasticità. Le zanne di elefante sono inizialmente coperte da un sottile strato di smalto che presto si consuma lasciando la dentina esposta. 
Alcuni mammiferi sfruttano la diversa velocità con cui la dentina si logora rispetto allo smalto, specialmente gli erbivori come il cavallo, il cervo e l'elefante. In molti erbivori, la superficie del dente è irregolare perché composta da aree alterne di dentina e smalto; la maggiore usura della dentina lascia scoperte delle creste taglienti di smalto sulla superficie dei denti (specialmente i molari) che aiutano a masticare efficacemente il materiale vegetale fibroso.